# Реал Мадрид (баскетбольный клуб)
«Реал Мадрид» — испанский баскетбольный клуб из города Мадрид. Является самым титулованным клубом Европы.

## История

### 1950-е — 1980-е: История большого успеха

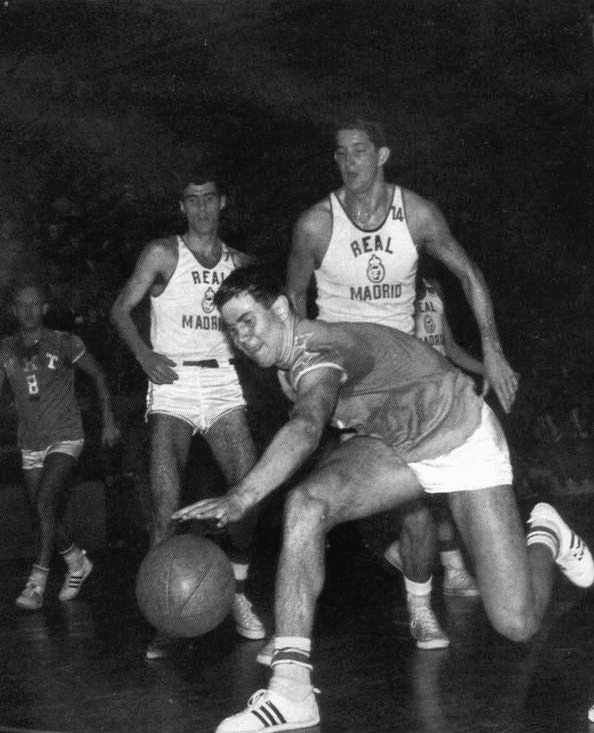
Игроки мадридского «Реала» во время матча в 1965 году.

По меньшей мере полвека Мадрид был знаменосцем европейского баскетбола, выиграв рекордные десять континентальных титулов, основанных на его доминировании в 1960-х гг. Его раннее доминирование в Испании привело к ещё одному непревзойдённому достижению: 35 побед в национальной лиге и 28 национальных кубковых трофеев. И почти каждый раз, когда «Реал Мадрид» не играл в соревнованиях высшего уровня Европы, он выигрывал другой континентальный трофей — четыре Кубка Сапорты, Кубка Корача и Кубка УЛЕБ — как шаг назад, чтобы затем сделать два шага вперёд.
Такие игроки, как Эмилиано Родригес, Клиффорд Луйк, Уэйн Брабендер, Вальтер Щербяк, Хуан Антонио Корбалан, Дражен Петрович, Мирза Делибашич, Арвидас Сабонис и Деян Бодирога превратили мадридский «Реал» в один из сильнейших баскетбольных клубов мира. «Реал Мадрид» выиграл 7 титулов Евролиги между 1964 и 1980 годами, войдя тем самым в историю европейского баскетбола, и даже когда клубу потребовалось 15 лет, чтобы выиграть этот турнир снова, он был успешен и в других европейских соревнованиях.
«Реал Мадрид» обыграл «Олимпию Милан» в Кубке обладателей кубков 1984 года благодаря штрафным броскам Брайана Джексона, а затем Петрович набрал 62 очка в финале Кубка обладателей Кубков 1989 года против «ЮвеКазерта». «Реал Мадрид» также выиграл Кубок Корача 1988 года, обыграв загребскую «Цибону».

### 1990—2010

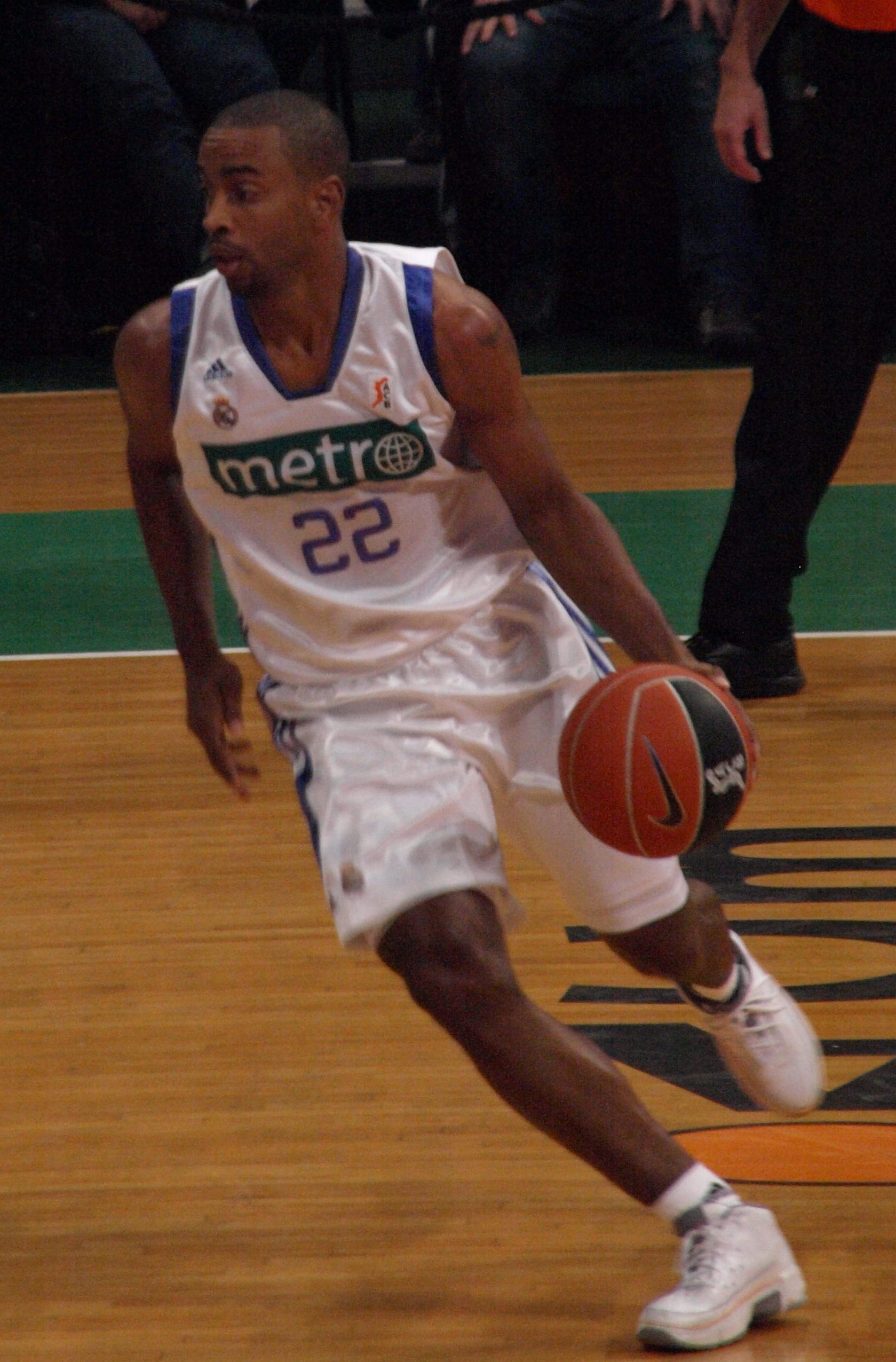
Луис Баллок в 2008 году.

Мадридский «Реал» выиграл трофей Кубка Сапорты 1992 года, обыграв греческий ПАОК благодаря удачному броску с завершающей сиреной Рики Брауна. В 1995 году клуб в очередной раз одержал победу в Евролиге, обыграв в финале греческий «Олимпиакос». Затем «Реал» выиграл Кубок Сапорты 1997 года, обыграв итальянскую «Верону». В следующем десятилетии клуб не завоёвывал европейские трофеи.
«Реал Мадрид» по-прежнему добивался успеха в национальных соревнованиях, став чемпионом Испании в 2000 и 2005 годах. Все изменилось в 2007 году, когда Жоан Плаза была назначен на должность главного тренера клуба. С помощью таких игроков, как Луис Баллок, Фелипе Рейес и Алекс Мумбру, «Реал» одержал победу в Кубке УЛЕБ, выиграв 12 из своих последних 13 игр и обыграл «Летувос Ритас» со счётом 87:75 в финале Кубка УЛЕБ 2007 года. Кроме того, «Реал Мадрид» занял 2-е место в регулярном чемпионате испанской лиги сезона 2006/07 и продолжил своё успешное выступление в плей-офф. В этом сезоне клуб выиграл свой 30-й трофей чемпионата Испании, победив своего главного соперника, «Барселону», со счётом 3-1 в серии.

### 2011 — 2022: Эпоха Пабло Ласо

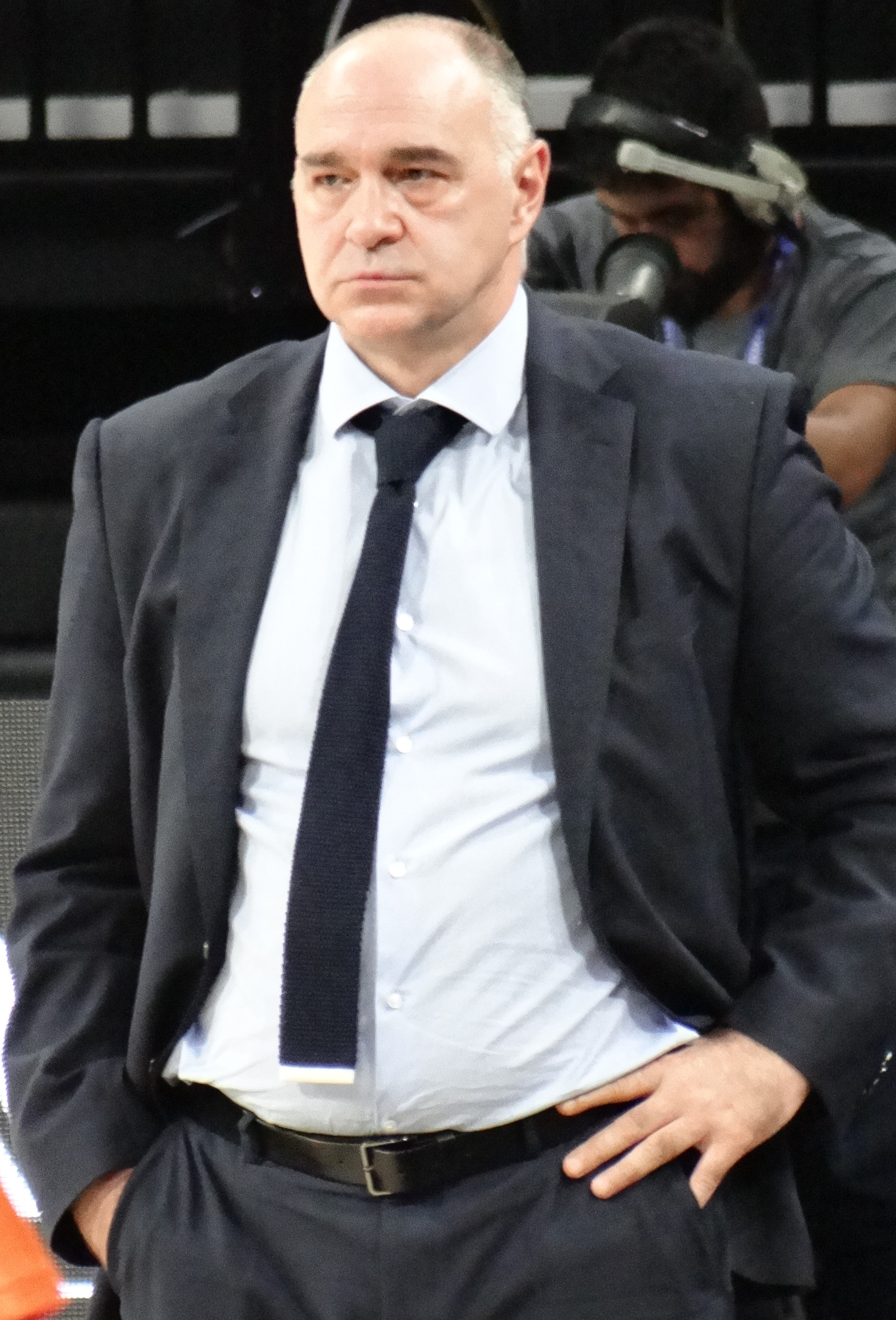
Пабло Ласо — один из лучших тренеров в истории клуба.

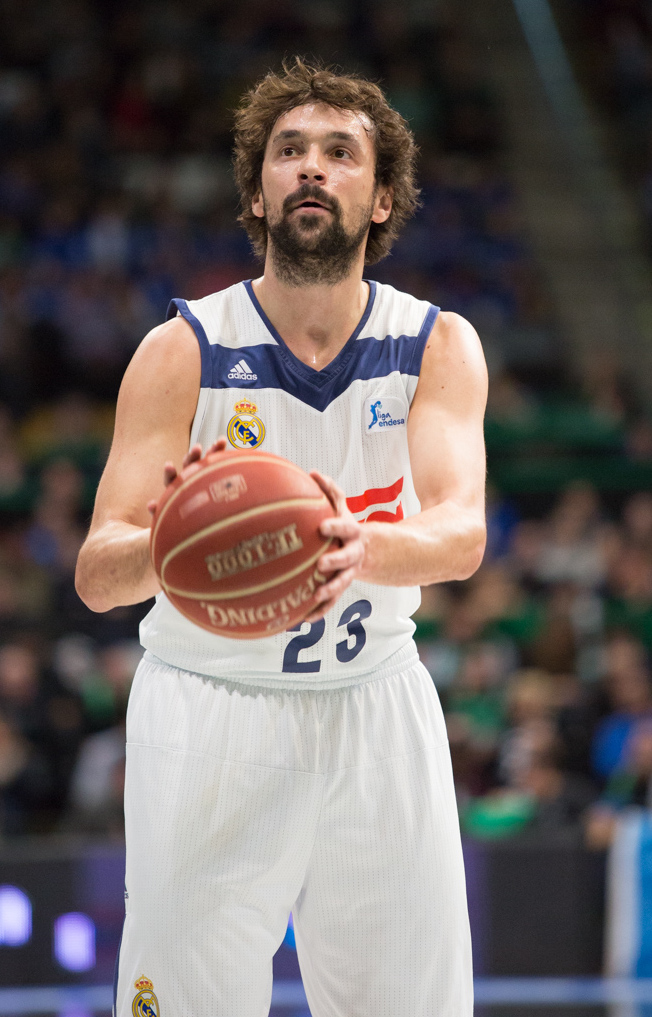
Серхио Льюль стал одним из лучших защитников в Испании.

В эпоху Пабло Ласо мадридский «Реал» сумел добиться большого успеха. Клубом были приобретены одни из лучших испанских игроков того времени, такие как Серхио Родригес и Руди Фернандес. Также состав клуба пополнили восходящая звезда чемпионата Испании Никола Миротич, Серхио Льюль и Фелипе Рейес. После этот клуб 6 раз выиграл Кубок Испании, по 5 раз чемпионат и Суперкубок Испании, 2 Евролиги и Межконтинентальный кубок ФИБА.
17 мая 2015 года «Реал Мадрид» одержал победу в Евролиге спустя 20 лет после предыдущего успеха в турнире. Игрок «Реала» Андрес Носиони был назван MVP Финала четырёх. После победы в Евролиге клуб также выиграл чемпионат, Кубок и Суперкубок Испании. Таким образом, «Реал Мадрид» впервые в своей истории одержал победу в четырёх турнирах за один сезон.
27 сентября 2015 года «Реал Мадрид» одержал победу в Межконтинентальном кубке ФИБА спустя 34 года после предыдущего успеха в турнире. Серхио Льюль был назван самым ценным игроков турнира. «Реал Мадрид» стал рекордсменом по количеству выигранных титулов Межконтинентального кубок ФИБА, одержав 5 побед в этом турнире.
20 мая 2018 года мадридский «Реал» вновь выиграл Евролигу, завоевав свой десятый титул Евролиги в истории. Лидером команды в этом сезоне считался словенский защитник/форвард Лука Дончич, который в 19 лет был признан самым ценным игроком Евролиги.
5 июня 2022 года Пабло Ласо перенёс сердечный приступ. Ровно через месяц мадридский «Реал» расстался с ним, сославшись на "исключительно медицинские причины" и добавив, что сохранение его в качестве тренера при его состоянии здоровья было бы "риском, который клуб не может взять на себя". Ласо покинул «Реал Мадрид» в качестве одного из лучших тренеров истории клуба. Под его руководством команда выиграла 22 титула. Ласо также является рекордсменом клуба по количеству матчей в качестве тренера (860) и побед (659). После его ухода на пост главного тренера был назначен его помощник Чус Матео.

### 2022 — настоящее время
В сезоне 2022/23 «Реал Мадрид» в одиннадцатый раз стал победителем Евролиги, обыграв в финальном матче греческий «Олимпиакос».

## Известные игроки
- Хуан Антонио Корбалан
- Эмилиано Родригес
- Хосе Бирюков
- Михаил Михайлов
- Арвидас Сабонис
- Римас Куртинайтис
- Дражен Петрович
- Жан Табак
- Деян Бодирога
- Драган Тарлач
- Уолтер Щербяк
- Хосе Ортис
- Лука Дончич
- Мирза Делибашич

## Титулы

### Национальные
- Чемпион Испании (35 раз): 1957, 1958, 1960, 1961, 1962, 1963, 1964, 1965, 1966, 1968, 1969, 1970, 1971, 1972, 1973, 1974, 1975, 1976, 1977, 1979, 1980, 1982, 1984, 1985, 1986, 1993, 1994, 2000, 2005, 2007, 2013, 2015, 2016, 2018, 2019, 2024
- Кубок Испании (28 раз): 1951, 1952, 1954, 1956, 1957, 1960, 1961, 1962, 1965, 1966, 1967, 1970, 1971, 1972, 1973, 1974, 1975, 1977, 1985, 1986, 1989, 1993, 2012, 2014, 2015, 2016, 2017, 2020
- Суперкубок Испании (9 раз): 1984, 2012, 2013, 2014, 2018, 2019, 2020, 2021, 2022

### Международные
- Кубок европейских чемпионов / Евролига:
  -  Победитель (11 раз): 1964, 1965, 1967, 1968, 1974, 1978, 1980, 1995, 2015, 2018, 2023
  -  Финалист (9 раз): 1962, 1963, 1969, 1975, 1976, 1985, 2013, 2014, 2024
- Кубок обладателей Кубков (4 раза): 1984, 1989, 1992, 1997
- Кубок Европы УЛЕБ (1 раз): 2007
- Кубок Корача (1 раз): 1988
- Межконтинентальный Кубок (5 раз): 1976, 1977, 1978, 1981, 2015

## Сезоны
| Сезон   | Лига | Уровень | Рег. Чемп. | Плей-офф  | Еврокубки                |
| ------- | ---- | ------- | ---------- | --------- | ------------------------ |
| 2015-16 | АСВ  | 1       | 2          | Чемпион   | 1/4 Евролиги             |
| 2016-17 | АСВ  | 1       | 1          | Финалист  | 1/2 Евролиги             |
| 2017-18 | АСВ  | 1       | 1          | Чемпион   | Чемпион Евролиги         |
| 2018-19 | АСВ  | 1       | 1          | Чемпион   | 3-е место в Евролиге     |
| 2019-20 | АСВ  | 1       | 2          | 5-е место | Турнир завершён досрочно |

## Игроки

### Баскетбольный Зал славы
- Дражен Далипагич, З, 1982—1983, принят в 2004 году
- Антонио Диас-Мигель, Ф, 1958—1961, принят в 1997 году
- Педро Феррандис, тренер, 1959—1962, 1964—1965, 1966—1975, принят в 2007 году
- Дражен Петрович, З, 1988—1989, принят в 2002 году
- Арвидас Сабонис, Ц, 1992—1995, принят в 2011 году

### Закреплённые номера
- 10 —  Фернандо Мартин, Ц, 1981—1986, 1987—1989

### Текущий состав
| \| Поз. \| № \| Гражд. \| Имя \| Дата рождения (возраст) \| Рост \| Вес \| Звание \| \| ---- \| -- \| ------------------------------------ \| ----------------- \| ------------------------- \| ------ \| ------ \| ----------- \| \| ЛФ \| 6 \| Флаг Испании \| Альберто Абальде \| 15 декабря 1995 (29 лет) \| 202 см \| 95 кг \| \| \| РЗ \| 7 \| Флаг Аргентины \| Факундо Кампаццо \| 23 марта 1991 (34 года) \| 178 см \| 84 кг \| \| \| АЗ \| 8 \| Флаг Канады \| Ксавье Рэтан-Мэйс \| 29 апреля 1994 (31 год) \| 191 см \| 94 кг \| \| \| ЛФ \| 9 \| Флаг Испании \| Уго Гонсалес \| 5 февраля 2006 (19 лет) \| 198 см \| 93 кг \| \| \| Ф \| 11 \| Флаг Хорватии \| Марио Хезоня \| 25 февраля 1995 (30 лет) \| 206 см \| 110 кг \| \| \| З/Ф \| 13 \| Флаг Боснии и Герцеговины \| Джанан Муса \| 8 мая 1999 (26 лет) \| 205 см \| 101 кг \| \| \| Ф \| 14 \| Флаг Аргентины \| Габриэль Дек \| 8 февраля 1995 (30 лет) \| 198 см \| 105 кг \| Травмирован \| \| Ц \| 15 \| Флаг Сенегала \| Сиди Гуйе \| 12 октября 2007 (17 лет) \| 207 см \| \| \| \| Ф/Ц \| 16 \| Флаг Испании \| Усман Гаруба \| 9 марта 2002 (23 года) \| 203 см \| 115 кг \| \| \| Ф/Ц \| 18 \| Флаг Испании · Флаг Республики Конго \| Серж Ибака \| 18 сентября 1989 (35 лет) \| 210 см \| 107 кг \| \| \| Ц \| 20 \| Флаг Анголы \| Бруну Фернанду \| 15 августа 1998 (26 лет) \| 206 см \| 109 кг \| \| \| Ц \| 22 \| Флаг Кабо-Верде \| Эди Тавариш \| 22 марта 1992 (33 года) \| 221 см \| 125 кг \| \| \| З \| 23 \| Флаг Испании \| Серхио Льюль (К) \| 15 ноября 1987 (37 лет) \| 191 см \| 94 кг \| \| \| РЗ \| 24 \| Флаг Доминиканской Республики \| Андрес Фелис \| 15 июля 1997 (28 лет) \| 186 см \| 92 кг \| \| \| Ф/Ц \| 30 \| Флаг Сенегала · Флаг Испании \| Эли Ндиайе \| 26 июня 2004 (21 год) \| 204 см \| 95 кг \| \| | Главный тренер - Чус Матео Ассистенты тренера - Пако Редондо - Исидоро Калин - Гильермо Фрутос Легенда - (К) — Капитан команды Последнее изменение: 26 февраля 2025 года |                                      |                   |                           |        |        |             |
| Поз. | № | Гражд.                               | Имя               | Дата рождения (возраст)   | Рост   | Вес    | Звание      |
| ЛФ | 6 | Флаг Испании                         | Альберто Абальде  | 15 декабря 1995 (29 лет)  | 202 см | 95 кг  |             |
| РЗ | 7 | Флаг Аргентины                       | Факундо Кампаццо  | 23 марта 1991 (34 года)   | 178 см | 84 кг  |             |
| АЗ | 8 | Флаг Канады                          | Ксавье Рэтан-Мэйс | 29 апреля 1994 (31 год)   | 191 см | 94 кг  |             |
| ЛФ | 9 | Флаг Испании                         | Уго Гонсалес      | 5 февраля 2006 (19 лет)   | 198 см | 93 кг  |             |
| Ф | 11 | Флаг Хорватии                        | Марио Хезоня      | 25 февраля 1995 (30 лет)  | 206 см | 110 кг |             |
| З/Ф | 13 | Флаг Боснии и Герцеговины            | Джанан Муса       | 8 мая 1999 (26 лет)       | 205 см | 101 кг |             |
| Ф | 14 | Флаг Аргентины                       | Габриэль Дек      | 8 февраля 1995 (30 лет)   | 198 см | 105 кг | Травмирован |
| Ц | 15 | Флаг Сенегала                        | Сиди Гуйе         | 12 октября 2007 (17 лет)  | 207 см |        |             |
| Ф/Ц | 16 | Флаг Испании                         | Усман Гаруба      | 9 марта 2002 (23 года)    | 203 см | 115 кг |             |
| Ф/Ц | 18 | Флаг Испании · Флаг Республики Конго | Серж Ибака        | 18 сентября 1989 (35 лет) | 210 см | 107 кг |             |
| Ц | 20 | Флаг Анголы                          | Бруну Фернанду    | 15 августа 1998 (26 лет)  | 206 см | 109 кг |             |
| Ц | 22 | Флаг Кабо-Верде                      | Эди Тавариш       | 22 марта 1992 (33 года)   | 221 см | 125 кг |             |
| З | 23 | Флаг Испании                         | Серхио Льюль (К)  | 15 ноября 1987 (37 лет)   | 191 см | 94 кг  |             |
| РЗ | 24 | Флаг Доминиканской Республики        | Андрес Фелис      | 15 июля 1997 (28 лет)     | 186 см | 92 кг  |             |
| Ф/Ц | 30 | Флаг Сенегала · Флаг Испании         | Эли Ндиайе        | 26 июня 2004 (21 год)     | 204 см | 95 кг  |             |

### Глубина состава
| Поз. | Стартовый состав | Скамейка 1        | Скамейка 2   |
| ---- | ---------------- | ----------------- | ------------ |
| Ц    | Валтер Тавариш   | Серж Ибака        |              |
| ТФ   | Габриэль Дек     | Гершон Ябуселе    | Эли Ндиайе   |
| ЛФ   | Марио Хезоня     | Альберто Абальде  | Уго Гонсалес |
| АЗ   | Джанан Муса      | Ксавье Рэтан-Мэйс | Серхио Льюль |
| РЗ   | Факундо Кампаццо | Андрес Фелис      |              |

### Рекордсмены клуба
| Очки | Очки           | Очки         | Матчи | Матчи           | Матчи       |
| ---- | -------------- | ------------ | ----- | --------------- | ----------- |
| 1.   | Серхио Льюль   | 11 515 очков | 1.    | Серхио Льюль    | 1084 матчей |
| 2.   | Уэйн Брабендер | 11 215 очков | 2.    | Фелипе Рейес    | 1046 матчей |
| 3.   | Фелипе Рейес   | 9 613 очков  | 3.    | Руди Фернандес  | 757 матчей  |
| 4.   | Джейси Кэрролл | 7 332 очков  | 4.    | Джейси Кэрролл  | 709 матчей  |
| 5.   | Рафаэль Руллан | 7 135 очков  | 5.    | Серхио Родригес | 580 матчей  |

## Матчи против команд НБА
| 23 октября 1988 |  | Реал Мадрид | 96:111 | Бостон Селтикс | Паласио де Депортес, Мадрид |

| 22 октября 1993 |  | Реал Мадрид | 115:145 | Финикс Санз | Олимпийский зал, Мюнхен |

| 11 октября 2007 | Boxscore | Реал Мадрид | 104:103 | Торонто Рэпторс | Паласио де Депортес, Мадрид |

| 8 октября 2009 | Boxscore | Реал Мадрид | 87:109 | Юта Джаз | Паласио де Депортес, Мадрид |

| 6 октября 2012 | Boxscore | Мемфис Гризлис | 105:93 | Реал Мадрид | Федэкс Форум, Мемфис |

| 8 октября 2012 | Boxscore | Торонто Рэпторс | 102:95 | Реал Мадрид | Скоушабэнк-арена, Торонто |

| 8 октября 2015 | Boxscore | Реал Мадрид | 96:111 | Бостон Селтикс | Паласио де Депортес, Мадрид |

| 3 октября 2016 | Boxscore | Реал Мадрид | 142:137 (ОТ) | Оклахома-Сити Тандер | Паласио де Депортес, Мадрид |